# Blandiana, Alba
Blandiana (în maghiară Maroskarna , în germană Stumpach) este satul de reședință al comunei cu același nume din județul Alba, Transilvania, România.